# Дара (Словаччина)
Дара (словац. Dara) — колишнє село в Словаччині, на території теперішнього Снинського округу Пряшівського краю евакуйоване у 1980 році, зникле у 1986 році в результаті будови водосховища Старина у 1981-1988 роках. 
Село було розташоване на схід від теперішнього водосховища в Буківських горах, в долині Присліпського потока. Рештки колишнього села знаходяться на території Національного парку Полонини. Кадастр села адмвністративно належить до кадастра села Стащин.
Із села залишився сільський цвинтар та військовий цвинтар з Першої світової війни. 
В селі є мурована церква з 1956 року, на місці старішої дерев'яної церкви з 1746 року.

## Історія
Уперше згадується у 1598 році.